# Фараго, Елена
Елена Фараго (рум. Elena Farago; 29 марта 1878, Бырлад, Tutova County — 4 января 1954 или 3 января 1954, Крайова) — румынская поэтесса и детская писательница. Переводила на румынский язык произведения Ибсена, Ницше, Метерлинка и многих других.

## Биография

### Ранние годы
Родилась в Бырладе в 1878 году. По отцовской линии происходила из старинной и знатной греческой семьи; по линии матери имела греческое, турецкое и румынское происхождение. Осиротев в раннем возрасте, воспитывалась в доме юнимиста Джордже Пану и недолгое время с Ионом Лукой Караджале, через которого она познакомилась с Александру Влахуцэ и другими современными писателями. В 1890 году получила неполное образование в школах-интернатах Варлаама и Друэ в своём родном городе. Через своего мужа, банковского служащего Франциска Фараго, попала в социалистические круги, посещая лекции Иоанна Надежде, Константина Доброжану-Гереа, Василе Морцуна и Константина Стере, а также встречаясь с Барбу Брэништяну и Христианом Раковским.

### Карьера
Свой дебют в литературной деятельности начала со стихотворения 1899 года «Gândul trumitilor», которое появилось в газете România muncitoare. Её работы также публиковались в изданиях Adevărul, Epoca, Sămănătorul, Floarea darurilor, Revista noastră, Făt-Frumos, Luceafărul и Ramuri. Часто подписывалась под псевдонимами Фатма, Андалуза и Эллен.
С 1921 года и до своей смерти возглавляла фонд Александру и Аурелии Аман в Крайове, который сегодня является Мемориальным домом Елены Фараго. Работала инспектором детских благотворительных домов.
Была основательницей журнал Năzuința в 1922 году. Её первой книгой была «Versuri» (1906), за ней последовали сборники стихов «Șoapte din umbră» (1908), «Șoaptele amurgului» (1920) и «Nu mi-am plecat genunchii» (1926). Также писала стихи для детей и детские прозаические книги.
Была известна переводами на румынский язык Генрика Ибсена, Фридриха Ницше, Катюля Мендеса, французской классической и символистской поэзии (Эмиль Верхарн, Анри де Ренье, Поль Верлен, Сюлли-Прюдом, Эдмон Арокур, Морис Метерлинк). Некоторые из этих текстов издавались только в журналах, в то время как другие были опубликованы в Biblioteca pentru toți и серии Lectura.
Получила премию Румынской академии (1909, 1921), премию Femina (1925) и национальная премия по поэзии (1937). Была признана выдающейся поэтессой целомудренной любви, нежных признаний и материнства. Вошла в число наиболее выдающихся имен в румынской детской литературе.

### Смерть
Скончалась в Крайове 3 января 1954 года. Её дочь Кока пошла по стопам своей матери.